# Zoom Video Communications
Zoom Video Communications Inc. (nota semplicemente come Zoom) è un'azienda di telecomunicazioni con sede a San Jose, in California, specializzata nella fornitura di servizi di videochiamata e chat online tramite l'omonima piattaforma Zoom, basata su cloud con tecnologia peer-to-peer.
La piattaforma è ampiamente utilizzata in diversi ambiti, tra cui teleconferenze, telelavoro, formazione a distanza e interazioni sociali.

## Storia

### Fondazione e primi anni
Zoom è stata fondata nel 2011 da Eric Yuan, ingegnere precedentemente responsabile dell'unità di business WebEx presso Cisco Systems. Yuan, laureato presso il programma esecutivo dell'Università di Stanford, era vicepresidente dello sviluppo di software per la collaborazione. Nel novembre 2015, David Berman, ex dirigente di WebEx e RingCentral, è stato nominato presidente dell'azienda.
Il servizio è stato lanciato ufficialmente nel gennaio 2013 e, già nel maggio dello stesso anno, contava oltre un milione di utenti. Durante il primo anno, Zoom ha avviato collaborazioni strategiche con fornitori di software B2B, come Redbooth (noto all'epoca come Teambox), integrando funzionalità di videoconferenza HD nei loro servizi. Poco dopo, è stato lanciato il programma "Works with Zoom", che ha stabilito partnership con fornitori di hardware e software come Logitech, Vaddio e InFocus.
Nel dicembre 2013, Zoom ha integrato il proprio software con InterviewStream, una piattaforma per colloqui di lavoro a distanza, e con Centrify Corporation per implementare il SSO e il supporto a Microsoft Active Directory. Nel 2014, grazie a una partnership con Voxbone, Zoom ha introdotto la possibilità di partecipare alle riunioni via telefono componendo numeri gratuiti.
Entro giugno 2014, Zoom aveva raggiunto 10 milioni di utenti, saliti a 40 milioni nel febbraio 2015, con oltre 65 000 organizzazioni iscritte e un miliardo di minuti di riunioni complessivi.

### Espansione e finanziamenti
Nel febbraio 2015, Zoom ha raccolto 30 milioni di dollari in finanziamenti di Serie C, con il supporto di Emergence Capital, Horizons Ventures, Qualcomm Ventures e altri investitori di rilievo. Nello stesso anno, ha avviato una collaborazione con Salesforce per integrare le videoconferenze nella piattaforma CRM. Nel settembre, David Berman è diventato presidente dell'azienda e Peter Gassner, fondatore di Veeva Systems, è entrato nel consiglio di amministrazione.
Nel 2016, Zoom ha aperto un ufficio a Denver, sfruttando la crescita del settore tecnologico locale. Lo stesso anno, ha lanciato nuovi prodotti e ha assunto Bask Iyer di VMware come consulente.
Nel gennaio 2017, Zoom è entrata nel club delle "aziende unicorno", superando una valutazione di 1 miliardo di dollari. I fondi raccolti sono stati investiti nello sviluppo del prodotto, compreso Zoom 4.0, e nell'espansione delle funzionalità per settori come la sanità, con il lancio di "Zoom for Telehealth".

### Quotazione in borsa e crescita durante la pandemia
Nel marzo 2019, Zoom ha presentato la richiesta di quotazione al NASDAQ, debuttando in borsa il 18 aprile con un valore iniziale di 36 dollari per azione, salito del 72% durante la prima giornata di contrattazioni. La società ha raggiunto una valutazione di quasi 16 miliardi di dollari.
All'inizio del 2020, la pandemia di COVID-19 ha determinato una crescita esponenziale nell'uso della piattaforma, adottata da scuole e aziende per le attività a distanza. In molti paesi, Zoom ha offerto gratuitamente i propri servizi agli istituti scolastici. Nell'ottobre 2020, il titolo della società ha raggiunto una quotazione record di 559 dollari per azione, rispetto ai 90 dollari del febbraio dello stesso anno.

## Descrizione dei servizi
Zoom è nato con la capacità di ospitare conferenze con un massimo di 15 partecipanti video. Con l'uscita della versione del 25 gennaio 2013, la capacità è stata ampliata a 25 partecipanti per ogni riunione. Nel tempo, la piattaforma ha continuato a migliorare: la versione 2.5, distribuita nell'ottobre 2015, ha portato il limite a 100 partecipanti video, mentre le versioni successive hanno reso possibile organizzare riunioni con un massimo di 1000 partecipanti video, riservate ai clienti aziendali.
Zoom utilizza la crittografia lato client, basandosi sull'algoritmo AES a 256 bit per proteggere i contenuti delle riunioni.
Tra il 2015 e il 2016, la società ha annunciato integrazioni con altri strumenti di collaborazione, come Skype for Business e Slack, ampliando ulteriormente le possibilità di utilizzo della piattaforma.

### Sicurezza
Zoom ha affrontato diverse problematiche legate alla sicurezza nel corso degli anni. Nel novembre 2018, una vulnerabilità identificata come CVE-2018-15715 consentiva a utenti malintenzionati di inviare messaggi falsificati o di rimuovere partecipanti dalle riunioni. Nel luglio 2019, il ricercatore Jonathan Leitschuh ha scoperto una vulnerabilità zero-day su macOS, che permetteva l'accesso non autorizzato alla webcam di un utente tramite un sito web. Questo problema era aggravato dalla presenza di un server web nascosto che impediva la disinstallazione completa del software.
In risposta alle critiche, Zoom ha distribuito aggiornamenti per rimuovere tali vulnerabilità e ha implementato un nuovo sistema di crittografia basato su chiavi AES-ECB a 128 bit nel maggio 2020, migliorando significativamente la privacy e la sicurezza degli utenti.

### Certificazioni e conformità
Zoom rispetta numerosi standard di sicurezza e conformità, tra cui:
- FedRAMP
- HIPAA
- PIPEDA & PHIPA
- GDPR[7]